# 蒂博尔德道罗茨
蒂博尔德道罗茨，是匈牙利包尔绍德-奥包乌伊-曾普伦州所辖的一个村。总面积30.34平方公里，总人口1457，人口密度48.0人/平方公里（2011年1月1日）。